# Wasalandia
Wasalandia était un parc d'attractions situé dans l'ile de Vaskiluoto à Vaasa en Finlande. 

## Description
Ouvert en 1988, il cesse ses activités en raison du faible nombre de visiteurs après l'été 2015. Il était le cinquième parc de Finlande.
Wasalandia était divisé en plusieurs zones : Trafficland, Jumping and Climbingland, Pirates Land, Wild West et Funfairland.
Le parc est détenu par le groupe espagnol Aspro-Ocio entre 2007 et 2015.
Aspro-Ocio a ouvert le parc Tropiclandia a proximité.

## Attractions
Le parc disposait d'une attraction de type bûches Koskenlaskurata du constructeur Mack Rides ouverte en même temps que le parc. Heiluva Hinaaja est un Rockin' Tug de Zamperla ouvert en 2004.
Wasalandia possèdait aussi un labyrinthe, un bateau à bascule (1988), une mini grande roue (1988), un train Far West (1988), des tasses (1990), une maison hantée (1991), des carrousels, un toboggan géant (2002), un manège de chaises volantes (2003), un cinéma en relief (2006), des montagnes russes (2013), etc.